# Cassine, Piemonte
Cassine är en ort och kommun i provinsen Alessandria i regionen Piemonte i Italien. Kommunen hade 2 943 invånare (2018).